# Peacemaker (serial telewizyjny)
Peacemaker – amerykański superbohaterski serial akcji na podstawie postaci o tym samym pseudonimie z komiksów wydawnictwa DC Comics. Twórcą serialu jest James Gunn, który odpowiada za scenariusz i reżyserię. Jest on częścią franczyzy DC Extended Universe i spin-offem filmu Legion samobójców: The Suicide Squad z 2021 roku.
W tytułową rolę wcielił się John Cena, a obok niego w rolach głównych wystąpili: Steve Agee, Danielle Brooks, Robert Patrick, Jennifer Holland, Freddie Stroma i Chukwudi Iwuji. Cena, Agee i Holland powtórzyli swoje role z Legionu samobójców: The Suicide Squad.
Serial zadebiutował 13 stycznia 2022 roku w serwisie HBO Max.
Druga seria ma być nadawana od 21 sierpnia 2025.

## Obsada

### Główne role
- John Cena jako Christopher Smith / Peacemaker, bezlitosny zabójca, który wierzy w osiągnięcie pokoju za wszelką cenę. Członek Legionu samobójców[1]
- Steve Agee jako John Economos, naczelnik więzienia Belle Reve i współpracownik Amandy Waller[2]
- Danielle Brooks jako Leota Adebayo[3], córka Waller
- Robert Patrick jako Auggie Smith[4]
- Jennifer Holland jako Emilia Harcourt, agentka monitorująca Legion Samobójców i współpracująca z Amandą Waller[4]
- Freddie Stroma jako Adrian Chase / Vigilante[5], przyjaciel Peacemakera
- Chukwudi Iwuji jako Clemson Murn[6]

### Role drugoplanowe
- Lochlyn Munro jako Larry Fitzgibbon[6]
- Annie Chang jako Sophie Song[6]
- Christopher Heyerdahl jako Locke[6]
- Elizabeth Ludlow jako Keeya[7]
- Rizwan Manji jako Jamil[7]
- Nhut Le jako Judomaster[8]
- Alison Araya jako Amber, żona Evana[9]
- Lenny Jacobson jako Evan, mąż Amber[9]
- Mel Tuck jako starszy sąsiad Auggiego[10]
- Antonio Cupo jako Royland Goff[11].
- Dee Bradley Baker jako Eagly (głos)[12]

Ponadto w rolach cameo wystąpili Viola Davis, Ezra Miller i Jason Momoa, którzy ponownie wcielają się w swoje role z DCEU, jako odpowiednio: Amanda Waller, Barry Allen / Flash i Arthur Curry / Aquaman. Pojawiają się również postaci Clarka Kenta / Supermana i Diany Prince / Wonder Woman zagrane przez dublerów.

## Lista odcinków
| Nr | Tytuł                       | Reżyseria          | Scenariusz | Premiera (HBO Max) |
| -- | --------------------------- | ------------------ | ---------- | ------------------ |
| 1  | A Whole New Whirled         | James Gunn         | James Gunn | 13 stycznia 2022   |
| 2  | Best Friends Never          | James Gunn         | James Gunn | 13 stycznia 2022   |
| 3  | Better Goff Dead            | James Gunn         | James Gunn | 13 stycznia 2022   |
| 4  | The Choad Less Traveled     | Jody Hill          | James Gunn | 19 stycznia 2022   |
| 5  | Monkey Dory                 | Rosemary Rodriguez | James Gunn | 27 stycznia 2022   |
| 6  | Murn After Reading          | James Gunn         | James Gunn | 3 lutego 2022      |
| 7  | Stop Dragon My Heart Around | Brad Anderson      | James Gunn | 10 lutego 2022     |
| 8  | It's Cow or Never           | James Gunn         | James Gunn | 17 lutego 2022     |

## Produkcja

### Rozwój projektu
We wrześniu 2020 roku James Gunn, reżyser i scenarzysta filmu Legion samobójców: The Suicide Squad poinformował, że serialowy spin-off Peacemaker został zamówiony przez HBO Max. W przygotowaniu jest 8 odcinków serialu. Gunn napisał scenariusz do wszystkich odcinków i ma się zająć reżyserią części z nich. Pełni on również funkcję producenta wykonawczego wspólnie z Peterem Safranem. W grudniu poinformowano, że Matt Miller będzie również producentem wykonawczym. W lipcu ujawniono, że Gunn wyreżyserował 5 odcinków, a po jednym Brad Anderson, Rosemary Rodriguez i Jody Hill.

### Casting
We wrześniu 2020 roku poinformowano, że John Cena powtórzy swoją rolę z filmu jako tytułowy bohater. Miesiąc później ujawniono, że Steve Agee powróci w roli Johna Economosa. W listopadzie do obsady dołączyli Danielle Brooks jako Leota Adebayo, Robert Patrick jako Auggie Smith, Chris Conrad jako Adrian Chase oraz Jennifer Holland jako Emilia Harcourt. Holland również powtórzy swoją rolę z filmu. W grudniu poinformowano, że w serialu wystąpią: Chukwudi Iwuji jako Clemson Murn, Lochlyn Munro jako Larry Fitzgibbon, Annie Chang jako Sophie Song i Christopher Heyerdahl jako Locke.
W lutym 2021 roku do obsady dołączyli Elizabeth Ludlow jako Keeya, Rizwan Manji jako Jamil, Nhut Le jako Judomaster oraz Alison Araya jako Amber i Lenny Jacobson jako Evan. W maju poinformowano, że Freddie Stroma zastąpi Conrada w roli Adriana Chase’a.

### Zdjęcia
Na początku listopada 2020 roku Gunn odbył w Kanadzie dwutygodniową kwarantannę przed rozpoczęciem produkcji serialu. Zdjęcia do serialu rozpoczęły się 15 stycznia 2021 roku w Vancouver w Kanadzie pod roboczym tytułem The Scriptures. Odpowiadał za nie Michael Bonvillain, a scenografią zajęła się Lisa Soper. Gunn wybrał Vancouver, ponieważ chciał, aby akcja serialu rozgrywała się na północno-zachodnim Pacyfiku, a także dlatego, żeby produkcja byłaby bezpieczniejsza, ponieważ Kanada lepiej radziła sobie z pandemią COVID-19 niż Stany Zjednoczone. Gunn wyreżyserował pięć odcinków serialu, a Jody Hill, Rosemary Rodriguez i Brad Anderson wyreżyserowali po jednym. Conrad zdążył nakręcić pięć i pół odcinka jako Vigilante, gdy opuścił serial, a Gunn ponownie nakręcił wszystkie te sceny ze Stromą, zatrudnionym na miejsce Conrada. Zdjęcia do pierwszego sezonu trwały 131 dni i zakończyły się 13 lipca tego samego roku.

## Muzyka
W czerwcu 2021 roku James Gunn poinformował, że Clint Mansell i Kevin Kiner zostali zatrudnieni do skomponowania muzyki do serialu, ponieważ kompozytor ścieżki dźwiękowej z Legionu samobójców, John Murphy pracował przy Strażnikach Galaktyki vol. 3.

## Wydanie
Pierwsze trzy odcinki serialu Peacemaker zadebiutowały 13 stycznia 2022 roku w serwisie HBO Max. Pozostałe były wydawane co tydzień, do 17 lutego 2022. Pierwszy sezon składa się z 8 odcinków.